# Mortes em dezembro de 2010
Mortes em 2010: ← Janeiro – Fevereiro – Março – Abril – Maio – Junho – Julho – Agosto – Setembro – Outubro – Novembro – Dezembro →
A lista a seguir relaciona pessoas notáveis que morreram em dezembro de 2010:

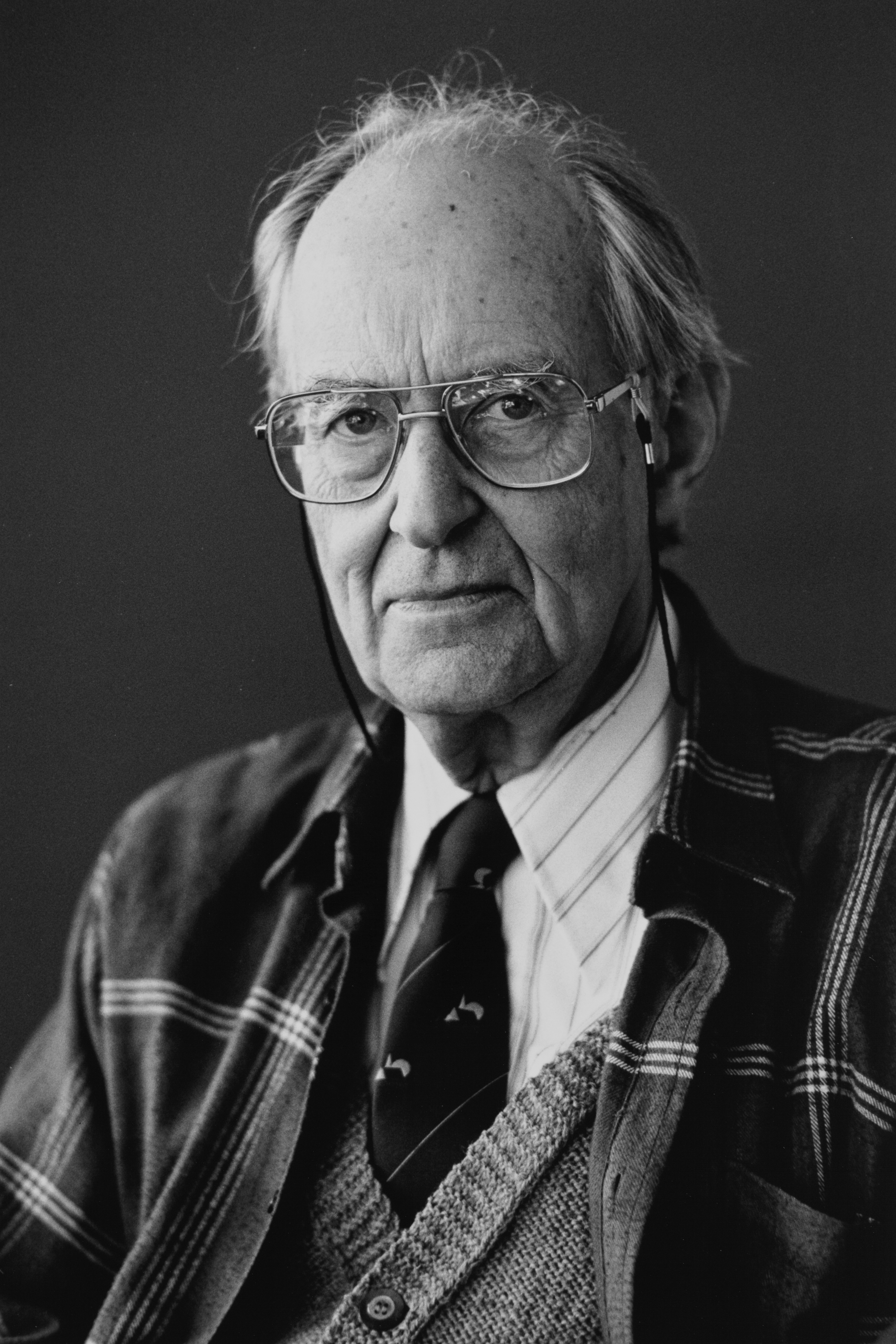
Adriaan Blaauw, astrônomo neerlandês.

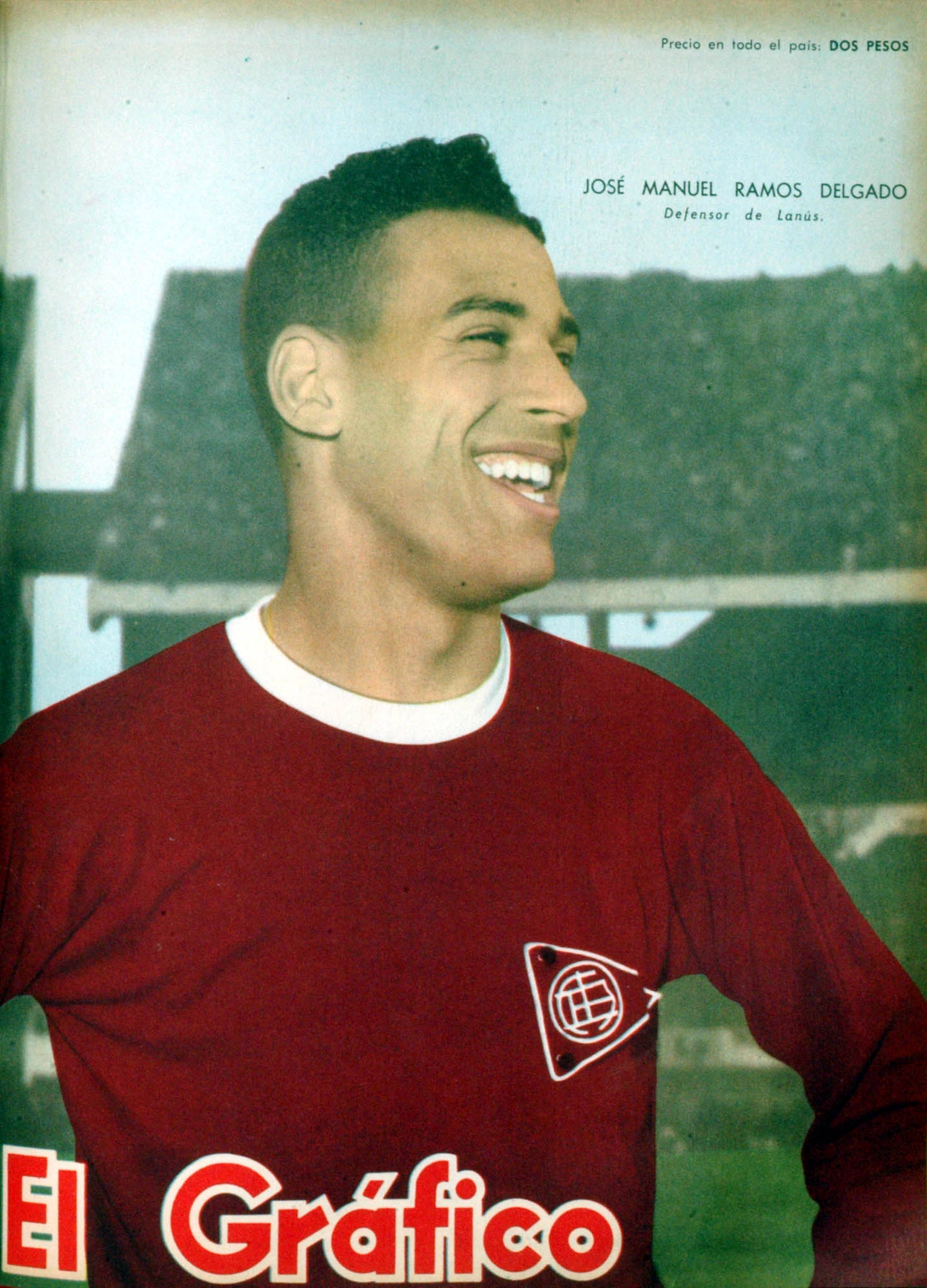
Ramos Delgado, futebolista argentino.

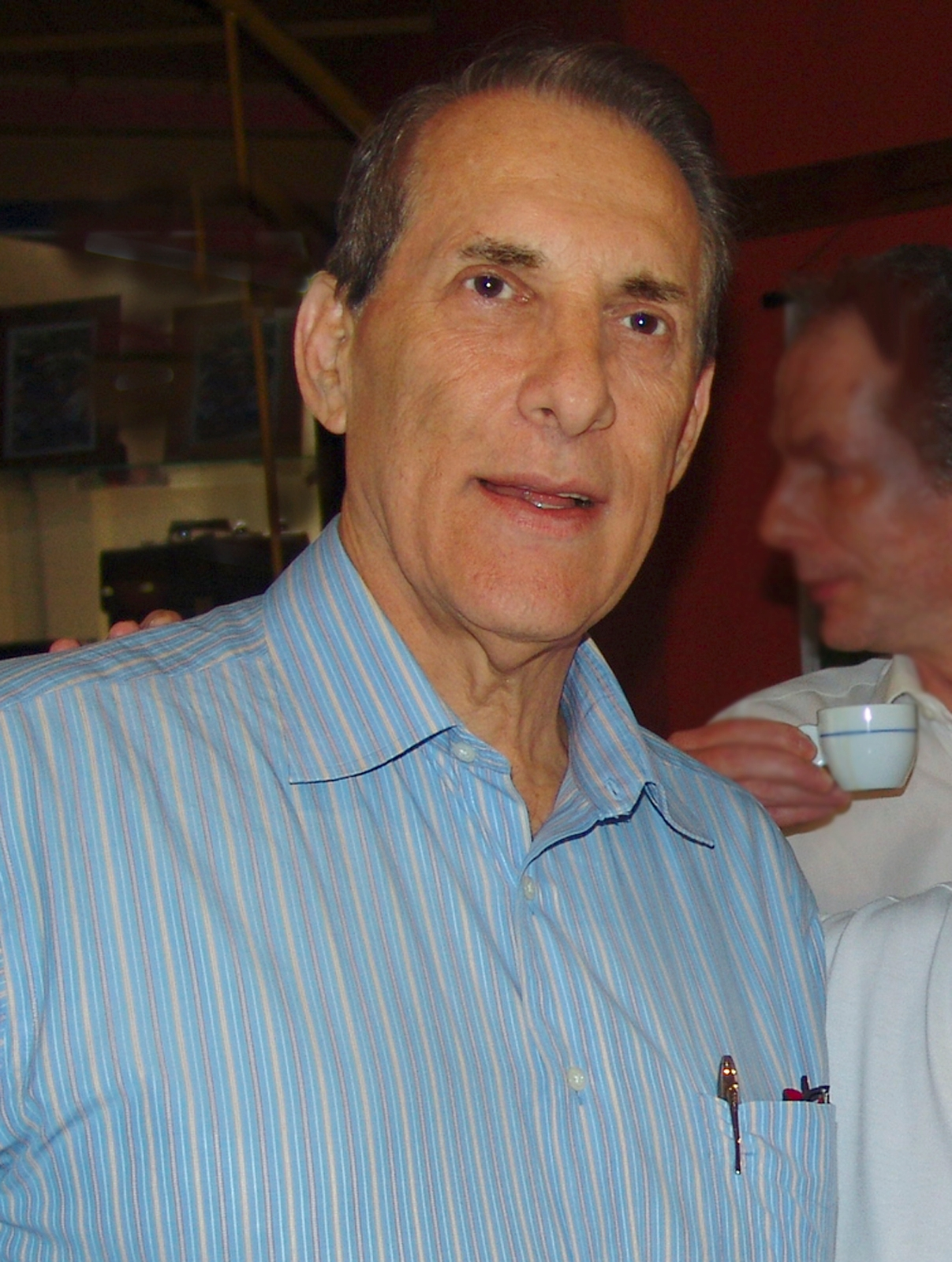
Orestes Quércia, político brasileiro.

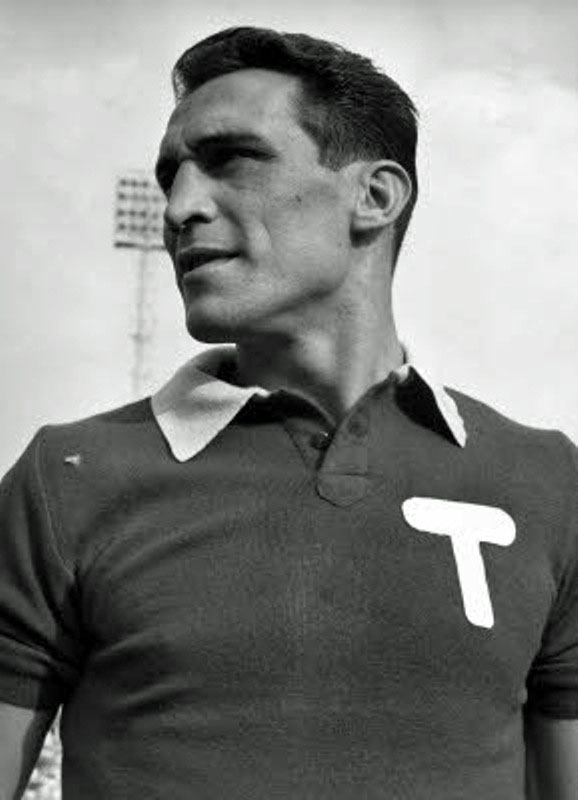
Enzo Bearzot, futebolista e treinador italiano.

| Dia | Nome                     | Profissão ou motivo de reconhecimento | Nacionalidade        | Ano de nasc. | Ref     |
| --- | ------------------------ | ------------------------------------- | -------------------- | ------------ | ------- |
| 1   | Adriaan Blaauw           | Astrônomo                             | Países Baixos        | 1914         | [ 1 ]   |
| 1   | Alojz Srebotnjak         | Compositor                            | Eslovênia            | 1931         | [ 2 ]   |
| 1   | Charles N. Millican      | Professor                             | Estados Unidos       | 1916         | [ 3 ]   |
| 1   | Fritz Caspari            | Diplomata e historiador               | Alemanha             | 1914         | [ 4 ]   |
| 1   | Helen Boatwright         | Cantora                               | Estados Unidos       | 1916         | [ 5 ]   |
| 1   | Hillard Elkins           | Produtor de cinema                    | Estados Unidos       | 1929         | [ 6 ]   |
| 1   | Richard P. Myers         | Político                              | Estados Unidos       | 1947         | [ 7 ]   |
| 1   | Shahla Jahed             | Criminosa                             | Irão                 | 1970         | [ 8 ]   |
| 2   | Abu Bakarr Gaye          | Político                              | Gâmbia               | 1951         | [ 9 ]   |
| 2   | Charles Mighirian        | Dirigente esportivo                   | França               | 1920         | [ 10 ]  |
| 2   | Ernâni Lopes             | Político                              | Portugal             | 1942         | [ 11 ]  |
| 2   | Lee Huan                 | Político                              | Taiwan               | 1917         | [ 12 ]  |
| 2   | Michele Giordano         | Religioso                             | Itália               | 1930         | [ 13 ]  |
| 2   | Ron Santo                | Jogador de beisebol                   | Estados Unidos       | 1940         | [ 14 ]  |
| 2   | Rut Cronström            | Atriz                                 | Suécia               | 1923         | [ 15 ]  |
| 3   | Hugues Cuénod            | Cantor                                | Suíça                | 1902         | [ 16 ]  |
| 3   | José Ramos Delgado       | Futebolista                           | Argentina            | 1935         | [ 17 ]  |
| 3   | Kirsten Jacobsen         | Política                              | Dinamarca            | 1942         | [ 18 ]  |
| 3   | Marvin Bass              | Treinador de futebol americano        | Estados Unidos       | 1919         | [ 19 ]  |
| 3   | Phil Jasner              | Jornalista                            | Estados Unidos       | 1942         | [ 20 ]  |
| 4   | Cathy Harvin             | Política                              | Estados Unidos       | 1953         | [ 21 ]  |
| 4   | Heather Stilwell         | Ativista                              | Canadá               | 1944         | [ 22 ]  |
| 4   | Jacques Lafleur          | Político                              | França               | 1932         | [ 23 ]  |
| 4   | King Curtis Iaukea       | Wrestler                              | Estados Unidos       | 1938         | [ 24 ]  |
| 4   | Lia Dorana               | Atriz                                 | Países Baixos        | 1918         | [ 25 ]  |
| 5   | Alan Armer               | Produtor de TV                        | Estados Unidos       | 1922         | [ 26 ]  |
| 5   | David French             | Dramaturgo                            | Canadá               | 1939         | [ 27 ]  |
| 5   | Don Meredith             | Jogador de futebol americano          | Estados Unidos       | 1938         | [ 28 ]  |
| 5   | Heda Kovály              | Escritora                             | Chéquia              | 1919         | [ 29 ]  |
| 5   | John Leslie              | Ator pornográfico                     | Estados Unidos       | 1945         | [ 30 ]  |
| 5   | John Thomas Steinbock    | Religioso                             | Estados Unidos       | 1937         | [ 31 ]  |
| 5   | Marcos Valcárcel         | Escritor                              | Espanha              | 1958         | [ 32 ]  |
| 5   | Shamil Burziyev          | Futebolista                           | Rússia               | 1985         | [ 33 ]  |
| 5   | Virgílio Teixeira        | Ator                                  | Portugal             | 1917         | [ 34 ]  |
| 6   | Ambrosio Arroita         | Religioso                             | Espanha              | 1922         | [ 35 ]  |
| 6   | Art Quimby               | Jogador de basquete                   | Estados Unidos       | 1932         | [ 36 ]  |
| 6   | Bolesław Taborski        | Poeta                                 | Polónia              | 1927         | [ 37 ]  |
| 6   | Carol Rymer Davis        | Balonista                             | Estados Unidos       | 1944         | [ 38 ]  |
| 6   | Ellen Ugland             | Bilionária                            | Noruega              | 1953         | [ 39 ]  |
| 6   | Ferenc Keszthelyi        | Religioso                             | Hungria              | 1928         | [ 40 ]  |
| 6   | Gerhard Maletzke         | Cientista                             | Alemanha             | 1922         | [ 41 ]  |
| 6   | Hank Raymonds            | Treinador de basquete                 | Estados Unidos       | 1924         | [ 42 ]  |
| 6   | Imre Mathesz             | Futebolista                           | Hungria              | 1937         | [ 43 ]  |
| 6   | Jacaré                   | Futebolista                           | Brasil               | 1938         | [ 44 ]  |
| 6   | James Thomas Lynn        | Político                              | Estados Unidos       | 1927         | [ 45 ]  |
| 6   | Júlio Tavares Rebimbas   | Religioso                             | Portugal             | 1922         | [ 46 ]  |
| 6   | Mark Dailey              | Jornalista                            | Canadá               | 1953         | [ 47 ]  |
| 6   | Martin Russ              | Escritor                              | Estados Unidos       | 1931         | [ 48 ]  |
| 6   | Norman Hetherington      | Cartunista                            | Austrália            | 1921         | [ 49 ]  |
| 6   | René Hauss               | Futebolista                           | França               | 1927         | [ 50 ]  |
| 6   | Richard Abruzzo          | Balonista                             | Estados Unidos       | 1963         | [ 38 ]  |
| 6   | Richard Rubottom         | Diplomata                             | Estados Unidos       | 1912         | [ 51 ]  |
| 6   | T. E. Srinivasan         | Jogador de críquete                   | Índia                | 1950         | [ 52 ]  |
| 6   | Tawhida Ben Cheikh       | Médica                                | Tunísia              | 1909         | [ 53 ]  |
| 6   | Ute Klophaus             | Fotógrafa                             | Alemanha             | 1940         | [ 54 ]  |
| 6   | Vic Lynn                 | Jogador de hóquei no gelo             | Canadá               | 1925         | [ 55 ]  |
| 7   | Armin Weiß               | Político e químico                    | Alemanha             | 1927         | [ 56 ]  |
| 7   | Art Mahan                | Jogador de basquete                   | Estados Unidos       | 1913         | [ 57 ]  |
| 7   | Elizabeth Edwards        | Escritora                             | Estados Unidos       | 1949         | [ 58 ]  |
| 7   | Federico Vairo           | Futebolista                           | Argentina            | 1930         | [ 59 ]  |
| 7   | Gus Mercurio             | Ator e pugilista                      | Austrália            | 1928         | [ 60 ]  |
| 7   | Kari Tapio               | Cantor                                | Finlândia            | 1945         | [ 61 ]  |
| 7   | Tonico                   | Futebolista                           | Brasil               | 1914         | [ 62 ]  |
| 8   | John James               | Jogador de futebol australiano        | Austrália            | 1934         | [ 63 ]  |
| 8   | Murray Armstrong         | Jogador de hóquei no gelo             | Canadá               | 1916         | [ 64 ]  |
| 8   | Walter Häussermann       | Cientista                             | Alemanha             | 1914         | [ 65 ]  |
| 9   | Alexander Kerst          | Ator                                  | Áustria              | 1924         | [ 66 ]  |
| 9   | Boris Tishchenko         | Compositor                            | Rússia               | 1939         | [ 67 ]  |
| 9   | Dov Shilansky            | Político                              | Israel               | 1924         | [ 68 ]  |
| 9   | Fausto Sarli             | Estilista                             | Itália               | 1927         | [ 69 ]  |
| 9   | James Moody              | Músico                                | Estados Unidos       | 1925         | [ 70 ]  |
| 9   | John du Pont             | Criminoso                             | Estados Unidos       | 1938         | [ 71 ]  |
| 9   | Nazario Moreno González  | Criminoso                             | México               | 1970         | [ 72 ]  |
| 9   | Thorvald Strömberg       | Canoísta                              | Finlândia            | 1931         | [ 73 ]  |
| 10  | Braz Paschoalin          | Político                              | Brasil               | 1948         | [ 74 ]  |
| 10  | J. Michael Hagopian      | Cineasta                              | Estados Unidos       | 1913         | [ 75 ]  |
| 10  | Jacques Swaters          | Automobilista                         | Bélgica              | 1926         | [ 76 ]  |
| 10  | John Fenn                | Químico                               | Estados Unidos       | 1917         | [ 77 ]  |
| 10  | Marcel Domingo           | Futebolista                           | França               | 1924         | [ 78 ]  |
| 10  | Matthew Stewardson       | Ator e apresentador                   | África do Sul        | 1974         | [ 79 ]  |
| 10  | Wolfgang Holst           | Dirigente esportivo                   | Alemanha             | 1922         | [ 80 ]  |
| 11  | Dick Hoerner             | Jogador de futebol americano          | Estados Unidos       | 1922         | [ 81 ]  |
| 11  | José dos Santos Garcia   | Religioso                             | Portugal             | 1913         | [ 82 ]  |
| 11  | MacKenzie Miller         | Treinador de cavalos                  | Estados Unidos       | 1921         | [ 83 ]  |
| 11  | Mark Madoff              | Empresário                            | Estados Unidos       | 1964         | [ 84 ]  |
| 11  | Peter Risi               | Futebolista                           | Suíça                | 1950         | [ 85 ]  |
| 12  | Emmanuel Ogoli           | Futebolista                           | Nigéria              | 1989         | [ 86 ]  |
| 12  | Lachhiman Gurung         | Militar                               | Nepal                | 1917         | [ 87 ]  |
| 12  | Manuel Caballero         | Historiador                           | Venezuela            | 1931         | [ 88 ]  |
| 12  | Raymond Kalisz           | Religioso                             | Estados Unidos       | 1927         | [ 89 ]  |
| 12  | Silvano Simeon           | Atleta                                | Itália               | 1945         | [ 90 ]  |
| 12  | Timothée Malendoma       | Político                              | Rep. Centro-Africana | 1935         | [ 91 ]  |
| 12  | Tom Walkinshaw           | Automobilista                         | Escócia              | 1946         | [ 92 ]  |
| 12  | William Thompson         | Político                              | Irlanda do Norte     | 1939         | [ 93 ]  |
| 13  | Enrique Morente          | Cantor                                | Espanha              | 1942         | [ 94 ]  |
| 13  | Fernand Massay           | Futebolista                           | Bélgica              | 1919         | [ 95 ]  |
| 13  | James Dibble             | Apresentador de TV                    | Austrália            | 1923         | [ 96 ]  |
| 13  | Maynard Glitman          | Diplomata                             | Estados Unidos       | 1933         | [ 97 ]  |
| 13  | Remmy Ongala             | Cantor                                | Tanzânia             | 1947         | [ 98 ]  |
| 13  | Richard Holbrooke        | Diplomata                             | Estados Unidos       | 1941         | [ 99 ]  |
| 13  | Takeshi Watabe           | Dublador                              | Japão                | 1936         | [ 100 ] |
| 13  | Woolly Wolstenholme      | Músico                                | Inglaterra           | 1947         | [ 101 ] |
| 14  | Dale Roberts             | Futebolista                           | Inglaterra           | 1986         | [ 102 ] |
| 14  | Håkon Christie           | Arquiteto                             | Noruega              | 1922         | [ 103 ] |
| 14  | Neva Patterson           | Atriz                                 | Estados Unidos       | 1920         | [ 104 ] |
| 14  | Pascal Rakotomavo        | Político                              | Madagáscar           | 1934         | [ 105 ] |
| 14  | Robyn Dawes              | Psicólogo                             | Estados Unidos       | 1936         | [ 106 ] |
| 14  | Roman Hurkowski          | Jornalista esportivo                  | Polónia              | 1949         | [ 107 ] |
| 14  | Ruth Park                | Escritora                             | Nova Zelândia        | 1917         | [ 108 ] |
| 14  | Timothy Davlin           | Político                              | Estados Unidos       | 1957         | [ 109 ] |
| 15  | Bernard Patrick Devlin   | Religioso                             | Gibraltar            | 1921         | [ 110 ] |
| 15  | Blake Edwards            | Cineasta                              | Estados Unidos       | 1922         | [ 111 ] |
| 15  | Carlos Pinto Coelho      | Jornalista                            | Portugal             | 1944         | [ 112 ] |
| 15  | Eugen Theodor Martin     | Empresário                            | Alemanha             | 1925         | [ 113 ] |
| 15  | Günther Grabbert         | Ator                                  | Alemanha             | 1931         | [ 114 ] |
| 15  | Jean Rollin              | Cineasta                              | França               | 1938         | [ 115 ] |
| 15  | Ken Ablack               | Jogador de críquete                   | Trinidad e Tobago    | 1919         | [ 116 ] |
| 15  | Stan Heal                | Jogador de futebol australiano        | Austrália            | 1920         | [ 117 ] |
| 15  | Teclaire Bille Esono     | Futebolista                           | Guiné Equatorial     | 1988         | [ 118 ] |
| 15  | Tom Newnham              | Ativista político                     | Nova Zelândia        | 1926         | [ 119 ] |
| 16  | François Gayot           | Religioso                             | Haiti                | 1927         | [ 120 ] |
| 16  | Melvin Biddle            | Militar                               | Estados Unidos       | 1923         | [ 121 ] |
| 16  | Reg Hope                 | Político                              | Austrália            | 1927         | [ 122 ] |
| 16  | Sterling Lyon            | Político                              | Canadá               | 1927         | [ 123 ] |
| 17  | Captain Beefheart        | Músico                                | Estados Unidos       | 1941         | [ 124 ] |
| 17  | Celia von Bismarck       | Condessa                              | Suíça                | 1971         | [ 125 ] |
| 17  | Ellinor Holland          | Jornalista                            | Alemanha             | 1928         | [ 126 ] |
| 17  | Epitácio Leite Rolim     | Político                              | Brasil               | 1929         | [ 127 ] |
| 17  | Ernst-Otto Meyer         | Futebolista                           | Alemanha             | 1927         | [ 128 ] |
| 17  | María Jesús San Segundo  | Política                              | Espanha              | 1958         | [ 129 ] |
| 17  | Nico Papatakis           | Cineasta                              | França               | 1918         | [ 130 ] |
| 17  | Ralph Coates             | Futebolista                           | Inglaterra           | 1946         | [ 131 ] |
| 18  | Armando Borrajo          | Ciclista                              | Argentina            | 1976         | [ 132 ] |
| 18  | Gnesta-Kalle             | Músico                                | Suécia               | 1927         | [ 133 ] |
| 18  | Jacqueline de Romilly    | Escritora                             | França               | 1913         | [ 134 ] |
| 18  | Norberto Díaz            | Ator                                  | Argentina            | 1953         | [ 135 ] |
| 18  | Phil Cavarretta          | Jogador de beisebol                   | Estados Unidos       | 1916         | [ 136 ] |
| 18  | Tommaso Padoa-Schioppa   | Economista                            | Itália               | 1940         | [ 137 ] |
| 19  | Lupe Gigliotti           | Atriz                                 | Brasil               | 1926         | [ 138 ] |
| 20  | Aamer Bashir             | Jogador de críquete                   | Paquistão            | 1972         | [ 139 ] |
| 20  | Brian Hanrahan           | Jornalista                            | Inglaterra           | 1949         | [ 140 ] |
| 20  | James Robert Mann        | Político                              | Estados Unidos       | 1920         | [ 141 ] |
| 20  | Jean-Pierre Leloir       | Fotógrafo                             | França               | 1931         | [ 142 ] |
| 20  | John Alldis              | Maestro                               | Inglaterra           | 1929         | [ 143 ] |
| 20  | Jos Gemmeke              | Militar                               | Países Baixos        | 1922         | [ 144 ] |
| 20  | Lorico                   | Futebolista                           | Brasil               | 1940         | [ 145 ] |
| 20  | Magnolia Shorty          | Cantora                               | Estados Unidos       | 1982         | [ 146 ] |
| 20  | Steve Landesberg         | Ator                                  | Estados Unidos       | 1936         | [ 147 ] |
| 21  | Catalina Speroni         | Atriz                                 | Argentina            | 1938         | [ 148 ] |
| 21  | David Hennessy           | Político                              | Inglaterra           | 1932         | [ 149 ] |
| 21  | Enzo Bearzot             | Futebolista e treinador               | Itália               | 1927         | [ 150 ] |
| 21  | Giovanni Ferrofino       | Religioso                             | Itália               | 1912         | [ 151 ] |
| 21  | Hércules Barsotti        | Artista plástico                      | Brasil               | 1914         | [ 152 ] |
| 21  | James Pickles            | Jornalista                            | Inglaterra           | 1925         | [ 153 ] |
| 21  | Marcia Lewis             | Atriz                                 | Estados Unidos       | 1938         | [ 154 ] |
| 21  | Oleksandr Kovalenko      | Futebolista                           | Ucrânia              | 1976         | [ 155 ] |
| 21  | Pete Cunningham          | Político                              | Estados Unidos       | 1928         | [ 156 ] |
| 21  | Pôncio Monteiro          | Dirigente esportivo                   | Portugal             | 1940         | [ 157 ] |
| 22  | Euclides Marcolla        | Político                              | Brasil               | 1914         | [ 158 ] |
| 22  | Fred Foy                 | Locutor                               | Estados Unidos       | 1921         | [ 159 ] |
| 22  | Jean Chamant             | Político                              | França               | 1913         | [ 160 ] |
| 22  | Wolfgang Johannes Bekh   | Escritor                              | Alemanha             | 1925         | [ 161 ] |
| 23  | Elton                    | Futebolista                           | Brasil               | 1937         | [ 162 ] |
| 23  | Fred Hargesheimer        | Militar e filantropo                  | Estados Unidos       | 1916         | [ 163 ] |
| 23  | Jean-Marie Charpentier   | Arquiteto                             | França               | 1939         | [ 164 ] |
| 23  | K. Karunakaran           | Político                              | Índia                | 1918         | [ 165 ] |
| 23  | Maestro Zezinho          | Maestro                               | Brasil               | 1932         | [ 166 ] |
| 24  | Eino Tamberg             | Compositor                            | Estónia              | 1930         | [ 167 ] |
| 24  | Elisabeth Beresford      | Escritora                             | Inglaterra           | 1926         | [ 168 ] |
| 24  | Fernando Zarif           | Artista plástico                      | Brasil               | 1960         | [ 169 ] |
| 24  | Myrna Smith              | Cantora                               | Estados Unidos       | 1941         | [ 170 ] |
| 24  | Neil Rogers              | Radialista                            | Estados Unidos       | 1942         | [ 171 ] |
| 24  | Orestes Quércia          | Político                              | Brasil               | 1938         | [ 172 ] |
| 24  | Roy Neuberger            | Mecenas                               | Estados Unidos       | 1903         | [ 173 ] |
| 25  | Bud Greenspan            | Cineasta                              | Estados Unidos       | 1926         | [ 174 ] |
| 25  | Carlos Andrés Pérez      | Ex-presidente de seu país             | Venezuela            | 1922         | [ 175 ] |
| 25  | Jens Scheiblich          | Ator                                  | Alemanha             | 1942         | [ 176 ] |
| 25  | John Bulaitis            | Religioso                             | Inglaterra           | 1933         | [ 177 ] |
| 25  | Jorge Mayer              | Religioso                             | Argentina            | 1915         | [ 178 ] |
| 25  | Luis Manresa Formosa     | Religioso                             | Guatemala            | 1915         | [ 179 ] |
| 25  | Manuel Ivo Cruz          | Maestro e compositor                  | Portugal             | 1935         | [ 180 ] |
| 25  | Maurice Rioli            | Jogador de futebol australiano        | Austrália            | 1957         | [ 181 ] |
| 26  | Dary Reis                | Ator                                  | Brasil               | 1926         | [ 182 ] |
| 26  | Dino Santana             | Ator e humorista                      | Brasil               | 1940         | [ 183 ] |
| 26  | Miguel Maria Giambelli   | Religioso                             | Brasil               | 1920         | [ 184 ] |
| 26  | Salvador Jorge Blanco    | Ex-presidente de seu país             | República Dominicana | 1926         | [ 185 ] |
| 26  | Teena Marie              | Cantora                               | Estados Unidos       | 1956         | [ 186 ] |
| 27  | Bernard-Pierre Donnadieu | Ator                                  | França               | 1949         | [ 187 ] |
| 27  | Michael O'Pake           | Político                              | Estados Unidos       | 1940         | [ 188 ] |
| 28  | Agathe von Trapp         | Cantora                               | Estados Unidos       | 1913         | [ 189 ] |
| 28  | Avi Cohen                | Futebolista                           | Israel               | 1956         | [ 190 ] |
| 28  | Billy Taylor             | Músico                                | Estados Unidos       | 1921         | [ 191 ] |
| 28  | Brandon Joyce            | Jogador de futebol americano          | Estados Unidos       | 1984         | [ 192 ] |
| 28  | Eva Deissen              | Jornalista                            | Áustria              | 1947         | [ 193 ] |
| 28  | Zeferino Nandayapa       | Músico                                | México               | 1931         | [ 194 ] |
| 29  | Bill Erwin               | Ator                                  | Estados Unidos       | 1914         | [ 195 ] |
| 29  | Eduardo Azevedo Soares   | Político                              | Portugal             | 1931         | [ 196 ] |
| 29  | Pavel Kolchin            | Esquiador                             | Rússia               | 1930         | [ 197 ] |
| 29  | Sören Wibe               | Político                              | Suécia               | 1946         | [ 198 ] |
| 29  | Vladan Batić             | Político                              | Sérvia               | 1949         | [ 199 ] |
| 30  | Bobby Farrell            | Cantor e dançarino                    | Aruba                | 1949         | [ 200 ] |
| 30  | Jenny Wood-Allen         | Atleta                                | Escócia              | 1911         | [ 201 ] |
| 30  | Tom Vandergriff          | Político                              | Estados Unidos       | 1926         | [ 202 ] |
| 31  | Jesús María Coronado     | Religioso                             | Colômbia             | 1918         | [ 203 ] |
| 31  | Per Oscarsson            | Ator                                  | Suécia               | 1927         | [ 204 ] |
| 31  | Raymond Impanis          | Ciclista                              | Bélgica              | 1925         | [ 205 ] |
| 31  | Shi Tiesheng             | Escritor                              | China                | 1951         | [ 206 ] |
| 31  | Tove Maës                | Atriz                                 | Dinamarca            | 1921         | [ 207 ] |
| 31  | Yves-Marie Labé          | Jornalista                            | França               | 1954         | [ 208 ] |